# 落霜红
落霜红（学名：Ilex serrata）为冬青科冬青属的植物。分布于中国大陆的福建、四川、浙江、江西等地，生长于海拔500米至1,600米的地区，多生于山坡林缘或灌木丛中，目前已由人工引种栽培。

## 别名
硬毛冬青（《浙江植物志》）

## 种下等级
- Ilex serrata Thunb. var. sieboldii (Miq.) Rehd.